# 30분 다큐
《30분 다큐》는 2009년 4월 20일부터 10월 16일까지 KBS 2TV에서 방송된 다큐멘터리 프로그램이다. 대중의 관심을 끌만한 현장이나 이슈를 새로운 시각으로 체험, 관찰, 실증함으로써 새로운 다큐멘터리를 추구하였다. 2009년 KBS TV 가을 개편에 따라 2009년 10월 16일 방송분을 끝으로 폐지되었다.

## 방송 목록
| 회차 | 방송일           | 부제                                          |
| ---- | ---------------- | --------------------------------------------- |
| 1    | 2009년 4월 20일  | 배 PD가 108배를 하게 된 까닭은?               |
| 2    | 2009년 4월 21일  | 우리가 자전거 출근을 포기하는 진짜 이유       |
| 3    | 2009년 4월 22일  | 야마다 씨는 경복궁에 가지 않는다              |
| 4    | 2009년 4월 23일  | 꽃남이 되고 싶은 남자들                       |
| 5    | 2009년 4월 24일  | 똑똑한 그녀는 왜 지갑을 열었을까?             |
| 6    | 2009년 4월 27일  | 경차 타느냐 마느냐 그것이 문제로다            |
| 7    | 2009년 4월 28일  | 승냥이의 하루                                 |
| 8    | 2009년 4월 29일  | 그들이 빨간 넥타이를 매고 손을 흔드는 이유    |
| 9    | 2009년 4월 30일  | 노무현 전 대통령 검찰 소환 12시간의 기록      |
| 10   | 2009년 5월 1일   | 이름은 아버지의 마음이다.                     |
| 11   | 2009년 5월 4일   | 휴대폰에게서 내 남편을 돌려주세요             |
| 12   | 2009년 5월 5일   | 우리는 함께 자란다                            |
| 13   | 2009년 5월 6일   | 제주 올레 걸어 보셨나요?                      |
| 14   | 2009년 5월 7일   | 당신은 오늘도 맛집에 낚였습니까?              |
| 15   | 2009년 5월 8일   | 황금연휴 그들이 한국행을 선택한 이유는?       |
| 16   | 2009년 5월 11일  | 학원에서 연애를 배우다                        |
| 17   | 2009년 5월 12일  | 염 피디의 탈모 피해가기                       |
| 18   | 2009년 5월 13일  | 지구에서 고래를 구경하는 방법                 |
| 19   | 2009년 5월 14일  | 김밥 도움닫기를 하다                          |
| 20   | 2009년 5월 15일  | 뜨거나 혹은 사라지거나 - 신인 탤런트의 도전기 |
| 21   | 2009년 5월 18일  | 자연에서 우리 음식의 길을 묻다                |
| 22   | 2009년 5월 19일  | 시내버스로 떠나는 전국 여행기                 |
| 23   | 2009년 5월 20일  | 숲 그저 바라만 보아도                         |
| 24   | 2009년 5월 21일  | 국경없는 마을 - 장 PD의 하루여행기            |
| 25   | 2009년 5월 22일  | 막걸리 정상에 오르다                          |
| 26   | 2009년 5월 27일  | 추모합니다. 인간 노무현                       |
| 27   | 2009년 5월 28일  | 추억합니다 - 고 노무현 전 대통령              |
| 28   | 2009년 6월 1일   | 5초의 승부 - 나쁜 인상 탈출기                 |
| 29   | 2009년 6월 2일   | 우리는 한국어 공부중                          |
| 30   | 2009년 6월 3일   | 그라운드 밖 선수들                            |
| 31   | 2009년 6월 4일   | 당신이 느끼는 외로움의 정도                   |
| 32   | 2009년 6월 5일   | 평양냉면의 진실                               |
| 33   | 2009년 6월 8일   | 나도 혹시 운동중독?                           |
| 34   | 2009년 6월 9일   | 당신의 얼굴나이는 몇 살입니까?                |
| 35   | 2009년 6월 10일  | 김 부장의 투 잡 도전기                        |
| 36   | 2009년 6월 11일  | 꼭 한 번 푹 잠자고 싶다                       |
| 37   | 2009년 6월 12일  | 사투리 기 살리기                              |
| 38   | 2009년 6월 15일  | 철두철미 환경지킴이 지구를 지켜라             |
| 39   | 2009년 6월 16일  | 그녀가 남자보다 구두를 더 사랑하는 이유       |
| 40   | 2009년 6월 18일  | 야식의 항변                                   |
| 41   | 2009년 6월 19일  | 당신이 숟가락을 놓지 못하는 이유              |
| 42   | 2009년 6월 22일  | 대한민국 엄마들은 육아고민 중                 |
| 43   | 2009년 6월 23일  | 나에게 수염을 달라                            |
| 44   | 2009년 6월 24일  | 당신의 개와 이별할 준비가 되었나요?           |
| 45   | 2009년 6월 25일  | 택시 발달 문명사                              |
| 46   | 2009년 6월 26일  | 시간이 멈춘 서울을 찾아서                     |
| 47   | 2009년 6월 29일  | 주차 어떻게 하고 계십니까?                    |
| 48   | 2009년 6월 30일  | 커피 홀릭 대한민국                            |
| 49   | 2009년 7월 1일   | 당신은 어디에서 다이어트 하시나요?            |
| 50   | 2009년 7월 2일   | 늘씬한 다리의 유혹                            |
| 51   | 2009년 7월 3일   | 쇼핑남녀의 동상이몽                           |
| 52   | 2009년 7월 6일   | 당신은 어떤 귀농을 꿈꾸십니까?                |
| 53   | 2009년 7월 7일   | 쌍둥이 엄마들의 육아일기                      |
| 54   | 2009년 7월 8일   | 맥주 더 맛있게 먹는 법                        |
| 55   | 2009년 7월 9일   | 결혼 못 하는 남자                             |
| 56   | 2009년 7월 10일  | 장 PD의 목소리 성형 도전기                    |
| 57   | 2009년 7월 13일  | 당신의 노년은 어떤 모습입니까?                |
| 58   | 2009년 7월 14일  | 대갈장군과 얼큰이 공주로 살아간다는 것        |
| 59   | 2009년 7월 15일  | 나는 살 찌고 싶다                             |
| 60   | 2009년 7월 16일  | 그들이 춤바람 난 이유는                       |
| 61   | 2009년 7월 17일  | 글씨의 재 발견                                |
| 62   | 2009년 7월 20일  | 다시 한옥에 살고 싶다                         |
| 63   | 2009년 7월 21일  | 털이 뭐길래                                   |
| 64   | 2009년 7월 22일  | 알바의 고수들                                 |
| 65   | 2009년 7월 23일  | 영어완전정복                                  |
| 66   | 2009년 7월 24일  | 5천만 원으로 시작하는 맛있는 창업             |
| 67   | 2009년 8월 3일   | 아이를 놓아준 엄마들                          |
| 68   | 2009년 8월 4일   | 얼굴 있는 먹을거리, 로컬푸드를 아십니까?      |
| 69   | 2009년 8월 5일   | 고마워요 삼계탕                               |
| 70   | 2009년 8월 6일   | 남남 북녀가 서로를 원하는 이유                |
| 71   | 2009년 8월 7일   | 우리는 한국의 줄넘기 국가대표입니다           |
| 72   | 2009년 8월 10일  | 여자 맥가이버                                 |
| 73   | 2009년 8월 11일  | 작은키 뭐가 문젠데?                           |
| 74   | 2009년 8월 12일  | 산에 사는 사람들                              |
| 75   | 2009년 8월 13일  | 아빠들이여 프렌디가 되자                      |
| 76   | 2009년 8월 14일  | 한국의 무슬림들                               |
| 77   | 2009년 8월 17일  | 스쿠터 다이어리                               |
| 78   | 2009년 8월 18일  | 지구를 부탁해 - 에코패션                      |
| 79   | 2009년 8월 19일  | 나만의 명품 - 수제예찬                        |
| 80   | 2009년 8월 20일  | 당신은 어떤 집에 살고 싶습니까?               |
| 81   | 2009년 8월 21일  | 대한민국 국수 세계화 전략 보고서              |
| 82   | 2009년 8월 24일  | 보통 사람들이 채식을 선택하는 이유            |
| 83   | 2009년 8월 25일  | 대한민국 올빼미족의 거꾸로 24시               |
| 84   | 2009년 8월 26일  | 미녀는 청바지를 좋아해                        |
| 85   | 2009년 8월 27일  | 지하철로 한국을 느끼다                        |
| 86   | 2009년 8월 28일  | 손 PD의 해녀 체험기                           |
| 87   | 2009년 8월 31일  | 중고 - 비움의 지혜                            |
| 88   | 2009년 9월 1일   | 힘내라 샤토 코레아                            |
| 89   | 2009년 9월 2일   | 가슴으로 걷는 길 - 지리산길                   |
| 90   | 2009년 9월 3일   | 이 엄마가 돈 버는 법                          |
| 91   | 2009년 9월 4일   | 손쉽게 건강을 지키는 방법 - 손 씻기           |
| 92   | 2009년 9월 7일   | 아줌마의 힘                                   |
| 93   | 2009년 9월 8일   | 맛의 달인 - 한국인                            |
| 94   | 2009년 9월 9일   | 명품 공공서비스                               |
| 95   | 2009년 9월 10일  | 똑똑한 소비자의 나라                          |
| 96   | 2009년 9월 11일  | 니하오 우리는 중국 유학생                     |
| 97   | 2009년 9월 14일  | 살림하는 남편들                               |
| 98   | 2009년 9월 15일  | 당신의 걸음걸이는 어떻습니까?                 |
| 99   | 2009년 9월 16일  | 가을엔 파마할 거야                            |
| 100  | 2009년 9월 17일  | 나이값 못하는 아저씨라고요?                   |
| 101  | 2009년 9월 18일  | LA 나성별곡                                   |
| 102  | 2009년 9월 21일  | 황금노선 9호선 타보셨습니까?                  |
| 103  | 2009년 9월 22일  | 2009 대한민국 임산부 다이어리                 |
| 104  | 2009년 9월 23일  | 도시 농부 옥상에서 밭을 갈다                  |
| 105  | 2009년 9월 24일  | 건강해지는 여행 - 의료관광                    |
| 106  | 2009년 9월 28일  | 우리는 해병대 여전사들                        |
| 107  | 2009년 9월 30일  | 땀이 주는 자유로움 자전거 여행                |
| 108  | 2009년 10월 5일  | 캠핑이 돌아왔다                               |
| 109  | 2009년 10월 6일  | 지구를 구하는 착한 여행                       |
| 110  | 2009년 10월 8일  | 남자 부엌으로 가다                            |
| 111  | 2009년 10월 9일  | 짬뽕이냐 자장면이냐 그것이 문제로다           |
| 112  | 2009년 10월 12일 | 한식 뉴욕과 통하였느냐?                       |
| 113  | 2009년 10월 13일 | 대한민국 20대 자취생으로 살아가기             |
| 114  | 2009년 10월 14일 | 마음을 해독하는 사람들                        |
| 115  | 2009년 10월 15일 | 국화 옆에서 가을을 느끼다                     |
| 116  | 2009년 10월 16일 | 당신은 30분 다큐와 이별할 준비가 되었나요?    |

## 결방
- 2009년 5월 25일 - 노무현 대통령 추모 특집 프로그램 편성
- 2009년 5월 26일 - 노무현 대통령 추모 특집 프로그램 편성
- 2009년 5월 29일 - 8시부터 특집 《KBS 8 뉴스 타임》 편성
- 2009년 6월 17일 - 월드컵 축구 아시아 최종예선 <한국 VS 이란> 중계 편성[1]
- 2009년 7월 27일 ~ 31일 - 《2009년 세계 수영 선수권 대회》리포트 편성
- 2009년 9월 25일 - 7시부터 <2009 대구 육상 선수권대회> 중계 편성[2]
- 2009년 9월 29일 - 5시 50분부터 프로야구 준플레이오프 1차전 <롯데 VS 두산> 중계 편성
- 2009년 10월 1일 - 추석특집 <스타의 꿈 몽.타.주> 편성[3]
- 2009년 10월 2일 - 8시 20분부터 추석특집 《스펀지 2.0》편성
- 2009년 10월 7일 - 5시 50분부터 프로야구 플레이오프 1차전 <두산 VS SK> 중계 편성